# Granträsket (Arvidsjaurs socken, Lappland, 727980-167939)
Granträsket är en sjö i Arvidsjaurs kommun i Lappland och ingår i Byskeälvens huvudavrinningsområde. Sjön har en area på 0,473 kvadratkilometer och ligger 365 meter över havet.

## Delavrinningsområde
Granträsket ingår i det delavrinningsområde (728008-167826) som SMHI kallar för Ovan 727708-168032. Medelhöjden är 397 meter över havet och ytan är 17,64 kvadratkilometer. Det finns inga avrinningsområden uppströms utan avrinningsområdet är högsta punkten. Vattendraget som avvattnar avrinningsområdet har biflödesordning 3, vilket innebär att vattnet flödar genom totalt 3 vattendrag innan det når havet efter 144 kilometer. Avrinningsområdet består mestadels av skog (66 procent) och sankmarker (25 procent). Avrinningsområdet har 0,69 kvadratkilometer vattenytor vilket ger det en sjöprocent på 3,9 procent.